# Скалисте (Україна)
Скали́сте (до 1945 року — Тав-Бадра́к; крим. Tav Badraq, рос. Скалистое) — село в Україні, у Бахчисарайському районі Автономної Республіки Крим, центр Скалистівської сільської ради. Розташоване на північному сході району.

## Опис
2001 року у 1150 дворах села проживало 2855 осіб, площа села — 253,7 га..
У селі діють школа, амбулаторія, дитячий садок, велика бібліотека, магазини, кафе, мечеть Тав-Бадрак Джамісі.
Головне підприємство села — Альмінський завод будівельних матеріалів, де видобувається вапняк.

## Географія

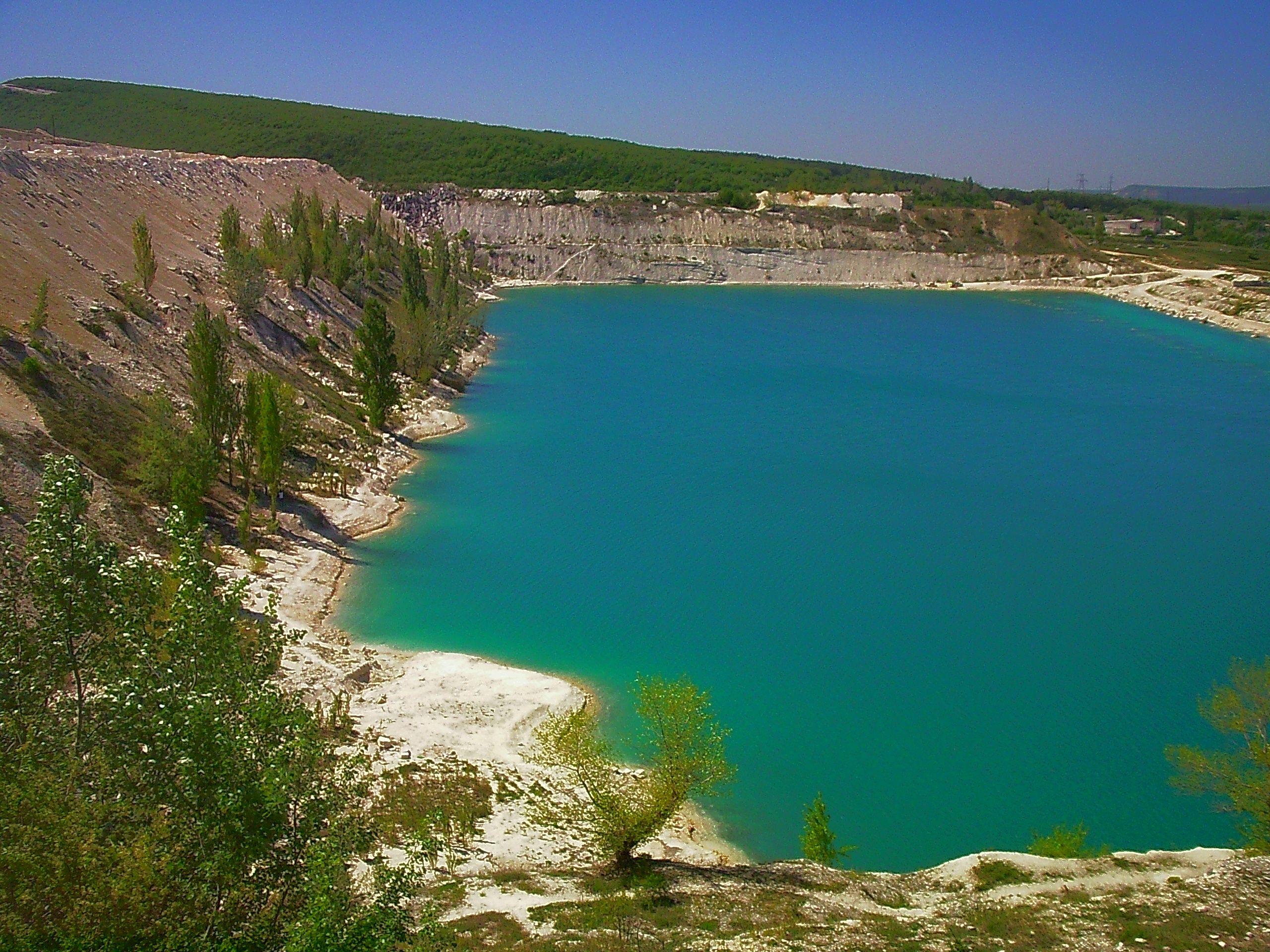
Озеро Мармурове

Село розташоване поблизу Другої гряди Кримських гір, на правому березі р. Бодрак. Неподалік розташоване найдавніше печерне місто Бакла. Скалисте знаходиться на 2 км шосе Новопавлівка — Научний.
Біля села знаходиться озеро в кар'єрі.

## Історія
Біля сіл Скалистого, Глибокого Яру, Прохладного і Трудолюбівки знайдені стоянка раннього (в гроті ІПайтан-Коба) й три стоянки пізнього палеоліту, залишки поселення доби бронзи, трьох поселень та могильника таврів, декількох
поселень, сховища і трьох могильників скіфів, античного могильника, а також двох середньовічних поселень (IV—XV ст.), печерного міста Бакли та двох могильників (IV—VIII ст.), на одному з них розкопано понад 800 могил.

## Динаміка населення
- 1805—168 осіб (162 кримських татар, 6 циган)
- 1864—288 осіб
- 1887—401 осіб
- 1897—575 осіб (532 кримських татарини)
- 1926—436 осіб (414 кримських татар, 31 росіянин, 16 українців)
- 1939—710 осіб
- 1989—2789 осіб
- 2001—2855 осіб